# Giovanni Carmignani
Pour les articles homonymes, voir Carmignani.

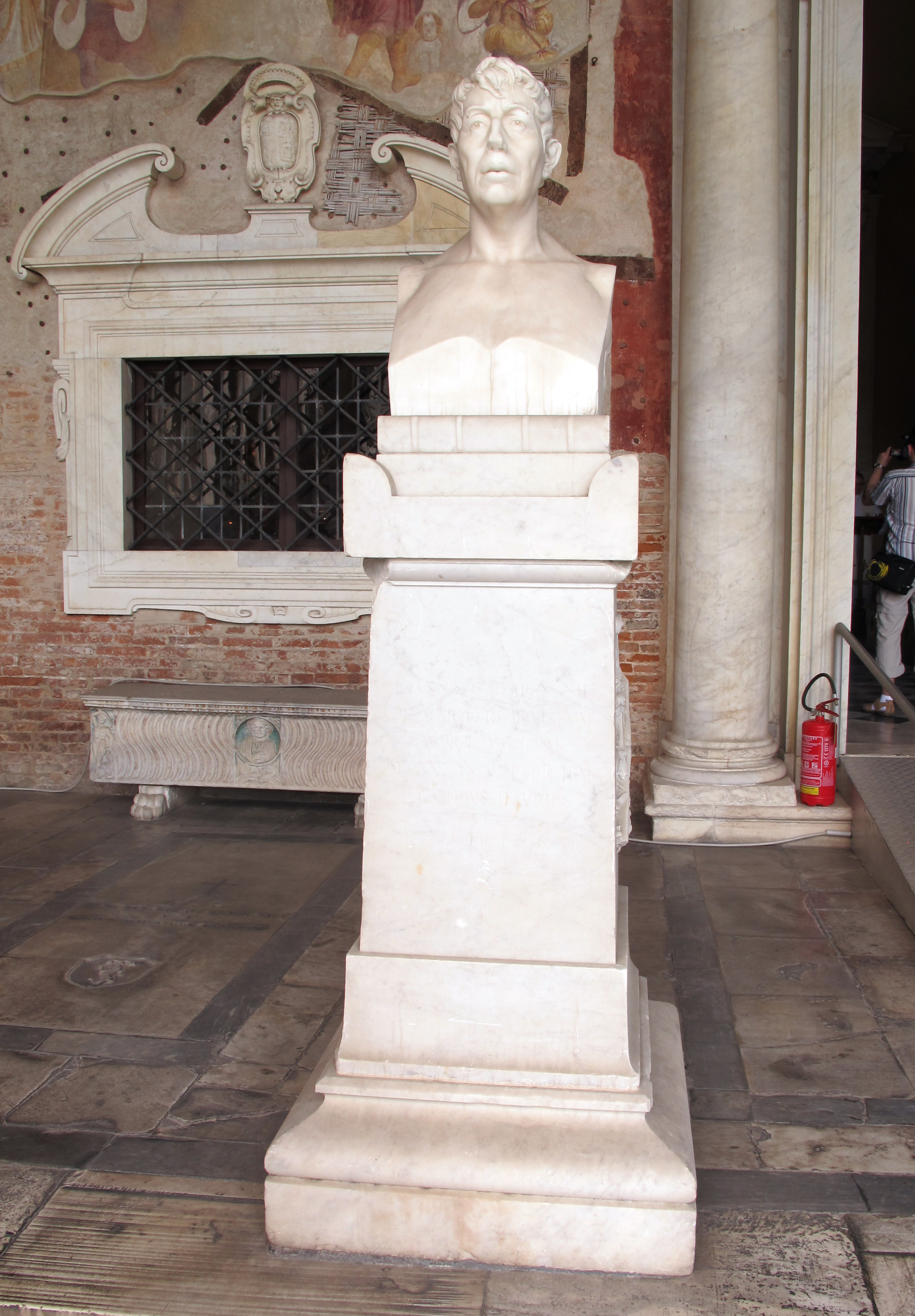
Monument dédié à Giovanni Carmignani dans le Camposanto monumentale de Pise.

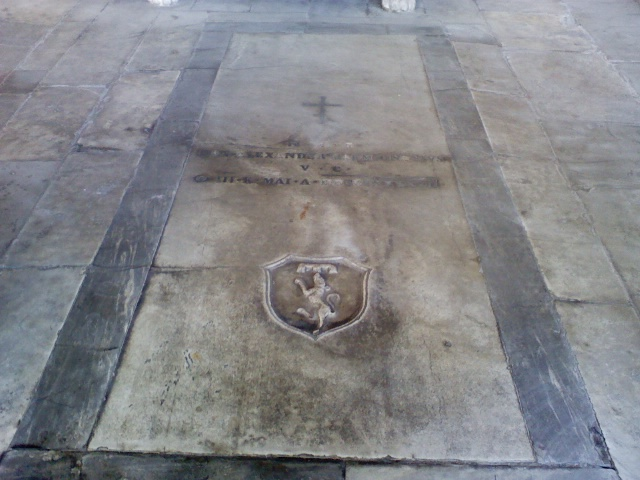
Tombe de Giovanni Carmignani.

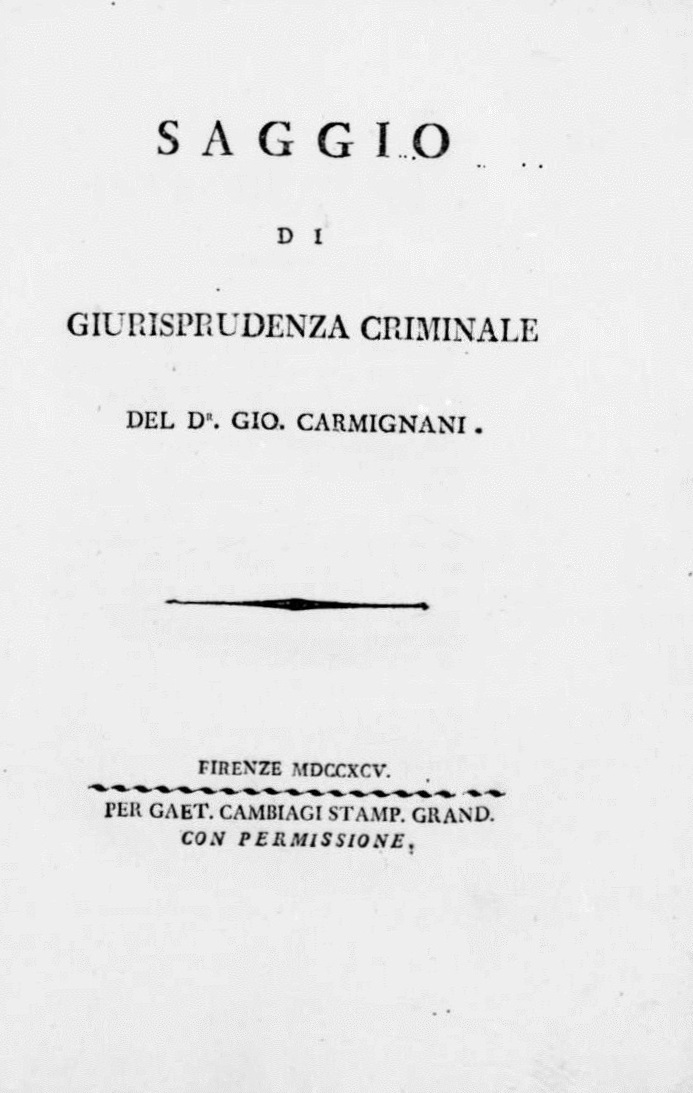
Saggio di giurisprudenza criminale, 1795.

Giovanni Carmignani, né le 31 juillet 1768 à San Benedetto a Settimo et mort le 29 avril 1847 à Pise, est un juriste italien.
Il enseigne le droit pénal et la philosophie du droit à l'université de Pise.

## Biographie
Giovanni Carmignani naît le 31 juillet 1768 à San Benedetto a Settimo une frazione de Cascina, dans une famille d'origine modeste, fils de Giovanni Antonio, agriculteur, et de Maddalena Bersacchi, paysanne. Il est le frère aîné de Vincenzo. Son père l'envoie d'abord à Florence en 1771[réf. souhaitée], puis, à l'âge de onze ans, en 1779, au séminaire d'Arétine, où il apprend les lettres humaines, la philosophie et les sciences mathématiques, auprès de l'évêque Niccolò Marcacci, pour poursuivre ses études de séminariste, qu'il achève avec de brillants résultats.
En 1786, après avoir renoncé à sa carrière ecclésiastique, Giovanni Carmignani se lance dans l'étude de la jurisprudence à l'université de Pise, où il obtient son diplôme en 1790. Il embrasse ensuite la profession d'avocat à Florence, où il met à profit son  bagage culturel, qui lui permet de se lier d'amitié avec certains des meilleurs esprits de l'époque, comme Vittorio Alfieri.
En 1793, il écrit Saggio di giurisprudenza criminale (Essai sur la jurisprudence criminelle) dans lequel il soutient la nécessité et l'utilité de la peine de mort, une opinion qu'il ne tarde pas à changer, montrant une aversion constante pour cette sanction.
En 1799, il coopère avec les français, devient vicaire de San Miniato et publie un pamphlet sur la réforme des prisons et les limites de l'activité policière.
Lorsque l'autorité grand-ducale est rétablie, il est jugé et condamné comme libéral à trois ans de relégation à Volterra.
En 1803, il commence sa carrière universitaire en enseignant le droit pénal à l'université de Pise.
En 1808, il publie les Elementa jurisprudentiae criminalis, un compendium de son cours universitaire qui acquiert une grande renommée et que Giovanni Carmignani révise à plusieurs reprises, changeant son titre en Elementa juris criminalis en 1822 et lui donnant sa version finale en 1833.
Peu avant, entre 1831 et 1832, il avait publié son œuvre principale, la Teoria delle leggi della sicurezza sociale (Théorie des lois de sécurité sociale), un traité complet de droit pénal, montrant entre autres qu'il suit l'enseignement de Gian Domenico Romagnosi sur la fonction de la punition et fournissant une étude précise des systèmes procéduraux (inquisitoire, accusatoire et mixte) dans lequel il se méfie du modèle accusatoire, qu'il juge insuffisant au regard de la nécessité d'une enquête approfondie et d'une analyse encore plus poussée de ses résultats, qu'il estime en tout cas devoir être confiée à des juges de carrière plutôt qu'à des non-juges. 
En même temps, il assume d'importantes défenses qui font de lui un avocat célèbre et dans lesquelles il se distingue également par son éloquence.
En 1840, il quitte la chaire de droit pénal pour celle de philosophie du droit.
Giovanni Carmignani meurt le 29 avril 1847 à Pise, où il est inhumé dans le Camposanto monumentale de la Piazza del Duomo, où il est possible de visiter sa tombe.

## Œuvres
- (it) Saggio di giurisprudenza criminale, Florence, Gaetano Cambiagi, 1795 (lire en ligne)
- Dissertazione critica sulle tragedie di Vittorio Alfieri da Asti (1806)
- Elementa juris criminalis (1833)
- Teoria delle leggi della sicurezza sociale (1831)
- Storia delle origini e de' progressi della filosofia del diritto (1851)

### Publications
- « Bibliografia degli altri paesi d'Italia. Lettera del prof. Carmignani al suo collega Rosini sul vero senso di un verso di Dante »
- Biblioteca Italiana ossia Giornale di letteratura scienze ed arti (1826 giu, Volume 42, Fascicolo) Lettera del prof. Carmignani al suo collega Rosini sul vero senso di un verso di Dante Rosini e Carmignani Biblioteca Italiana ossia Giornale di letteratura scienze ed arti, Volume 42, Fascicolo (giu, 1826), p. 415
- Joannis Carmignani in Pisana Academia antecessoris juris criminalis elementa. Editio secunda (I estratto) Carmignani Giovanni Biblioteca Italiana ossia Giornale di letteratura scienze ed arti, Volume 20, Fascicolo (dic, 1820), p. 327
- Legislazione - Una lezione accademica sulla pena di morte, di G. Carmignani Carmignani G. Biblioteca Italiana ossia Giornale di letteratura scienze ed arti, Volume 86, Fascicolo (giu, 1837), p. 416
- Teoria delle leggi della sicurezza sociale, di G. Carmignani (I.° estratto) Carmignani G. Biblioteca Italiana ossia Giornale di letteratura scienze ed arti, Volume 67, Fascicolo (ago, 1832), p. 171
- Teoria delle leggi della sicurezza sociale, di Giovanni Carmignani Carmignani Giovanni Annali universali di statistica economia pubblica, storia, viaggi e commercio, Volume 30, Fascicolo 89 e 90 (dic, 1831), p. 116